# Zlecenie produkcyjne
Zlecenie produkcyjne – polecenie lub dokument określający liczbę jednostek do wyprodukowania, datę dopuszczenia zlecenia do produkcji oraz miejsce, do którego jednostki powinny zostać dostarczone po zakończeniu produkcji. Zlecenia produkcyjne mogą być wywołane przez długoterminowy plan utrzymania określonego poziomu zapasów lub przez otrzymanie zamówienia od klienta. Uruchomienie zlecenia produkcyjnego zależne jest od dostępności materiałów, jak również od zdolności produkcyjnych w ramach procesu produkcyjnego. Również wykwalifikowana kadra może być niezbędnym elementem potrzebnym do realizacji produkcji. Ukończone zamówienie jest równoznaczne z przyjęciem wyprodukowanych produktów do magazynu.

## Podstawowe funkcje zlecenia produkcyjnego
- Ewidencja produkcji zgodnie procesem technologicznym,
- Kalkulacja kosztów związanych z realizacją zleceń produkcyjnych,
- Analiza zapotrzebowania materiałowego,
- Planowanie produkcji w czasie zgodnie z możliwościami danego procesu produkcji